# Eberhard Hildt
Eberhard Hildt (* 8. Dezember 1964 in Karlsruhe) ist ein deutscher Biochemiker und Virologe. Er leitet seit 2011 die Abteilung Virologie am Paul-Ehrlich-Institut in Langen.

## Leben
Eberhard Hildt besuchte von 1975 bis 1984 das Max-Planck-Gymnasium in Karlsruhe. Im Anschluss an den Wehrdienst, den er von 1984 bis 1985 beim Sanitätsdienst der Bundeswehr in Marburg ableistete, studierte er von 1985 bis 1991 Biochemie in Tübingen und München. Seine Doktorarbeit über die Charakterisierung eines neuen regulatorischen Proteins von Hepatitis B Virus führte er am Max-Planck-Institut für Biochemie, Martinsried bei Peter Hans Hofschneider durch und wurde dafür an der Universität Tübingen 1995 promoviert. Im Zuge dieser Arbeit wurde von ihm eine neue Klasse viraler regulatorischer Proteine (PreS-Regulatoren) charakterisiert. Für diese Arbeit wurde er mit der Otto-Hahn-Medaille der Max-Planck-Gesellschaft ausgezeichnet.
Zwischen 1997 und 1999 war er Arbeitsgruppenleiter am Institut für Experimentelle Therapie und Tumorforschung des Klinikums Rechts der Isar der TU München und übernahm 1999 die Leitung der ersten Nachwuchsgruppe, die am Robert Koch-Institut etabliert wurde. Hildt habilitierte sich 2007 mit einer Arbeit im Bereich der experimentellen Medizin an der Albert-Ludwigs-Universität Freiburg.
Zwischen 2007 und 2011 war er als Professor für Molekulare Medizinische Virologie an der Christian-Albrechts-Universität Kiel tätig.

## Forschungsschwerpunkte
Charakterisierung des Lebenszyklus verschiedener Hepatitisviren und ihrer Pathogenese: Schwerpunkte der Arbeit Hildts ist dabei die Untersuchung des Einflusses viraler Proteine auf Signalwege in der Zelle und deren Bedeutung für die Vermehrung des Virus und den Krankheitsverlauf, insbesondere für die Entstehung von Lebererkrankungen wie Zirrhose oder Tumore. Im Zuge dieser Arbeiten wurde die Gruppe der sog. PreS2-Aktivatoren bei Hepatitis B Virus identifiziert und charakterisiert, die eine Rolle bei der HBV-abhängigen Entstehung von Lebertumoren haben können. Ein weiterer Fokus seiner Arbeiten liegt dabei auf der Untersuchung der an der Virusmorphogenese (Zusammenbau der Viren) und Ausschleusung der reifen Viren aus der Zelle beteiligten zellulären Faktoren, um so Ansätze für neue Therapien finden zu können.
Im Rahmen der Arbeiten zur Charakterisierung der Oberflächenproteine des Hepatitis B Virus identifizierte Hildt ein neuartiges zellpermeables Peptid (TLM= translocation motive), das ein neuartiges biotechnologisches Werkzeug darstellt, um Peptide und Proteine in Zellen einzuschleusen. Darauf aufbauend entwickelte er eine neue Plattformtechnologie, für oral verfügbare therapeutische und präventive Impfstoffe. Dieser Ansatz basiert auf zellpermebalen Antigenträgern, die mit Antigenen beladen werden können und sowohl die Antikörperantwort als auch die zelluläre Immunantwort auslösen.
Charakterisierung von SARS-CoV2-spezifischen Immunitätsparametern C9: Im Zuge der SARS-CoV2 Pandemie hat Hildt zusammen mit seiner Arbeitsgruppe verschiedene Testsysteme zur Untersuchung der Antikörperantwort gegen SARS-CoV2 etabliert. Hierbei fokussierte er sich besonders auf den Verlauf der Antikörperantwort über die Zeit hinsichtlich der Stärke und Breite der Immunantwort. Ein weiterer wesentlicher Aspekt dieser Arbeiten stellt die Untersuchung des Einflusses von Boosterimpfungen auf diese Parameter insbesondere vor dem Hintergrund immer wieder neu auftretender Virusvarianten dar.

## Weiteres
Eberhard Hildt engagiert sich in der katholischen Kirche und ist Vorsitzender des Ökumenekreises Heusenstamm.
Hildt wurde 1996 während seiner Zeit als Postdoktorand  an der Universität Ulm auf die Fälschungen von Daten im Labor von Friedhelm Herrmann und Marion Brach aufmerksam und machte diese, unterstützt durch seinen Doktorvater Peter Hans Hofschneider, öffentlich. Basierend auf den Schlussfolgerungen dieses Vorfalls verständigten sich wichtige wissenschaftliche Gremien (Hochschulrektorenkonferenz, Deutsche Forschungsgemeinschaft u. a.) 1999 auf die Regeln zur „Guten Wissenschaftlichen Praxis“, die wissenschaftliches Fehlverhalten verhüten und ggf. sanktionieren sollen.

## Preise und Auszeichnungen (Auswahl)
- 1986–1991 Stipendiat der Studienstiftung des Deutschen Volkes
- 1995 Otto-Hahn-Medaille der Max-Planck-Gesellschaft
- 2001 Eingeladener Sprecher: Gordon Research conference
- 2004 Eingeladener Sprecher: Bioethics Symposium, Universität Linz

## Funktionen und Mitgliedschaften
- 2002: Mitglied der Auswahlkommission der Studienstiftung des Deutschen Volkes
- 2006–2018: Wissenschaftlicher Beirat der Stiftung für Molekulare Biomedizin (Zürich)
- 2009–2011: Mitglied der Promotionskommission der med. Fakultät der CAU Kiel

## Publikationen
- Eberhard Hildt et al: Characterization of essentia domains for the functionality of the MHBs t activator and identification of a minimal MHBs t activator. Oncogene 11: 2055-2066.[1]

- Eberhard Hildt et al:  Th PreS2 activator MHBst of the Hepatitis b virus activates c-raf-1/ERK2- signaling in transgenic mice. EMBO J, 21, 525-535[2]

- Lars Stoeckl et al: Identification of a structural motif crucial for infectivity of hepatitis B viruses; Proc Natl Acad Sci U S A,103,6730-6734[3]

- Daniela Ploen et al: TIP47 plays a crucial role in the life cycle of hepatitis virus, J Hepatol. 58(6):1081-8.[4]

- Kai-Henrik Peiffer et al: Intracellular accumulation of subviral HBsAg particles and diminished Nrf2 activation in HBV genotype G expressing cells lead to an increased ROI level.  J Hepatol. 2015 Apr;62(4):791-8.[5]

- Sebastian Robert Barthel et al: Hepatitis B virus inhibits insulin receptor signaling and impairs liver regeneration via intracellular retention of the insulin receptor. Cell Mol Life Sci. 73(21):4121-40[6]

- Regina Medvedev et al:  HCV-induced oxidative stress by inhibition of Nrf2 triggers autophagy an favors release of viral particles. Free Radic Biol Med, 110:300-315[7]

- Sami Akhras et al:  Cell-permeable capsids as universal antigen carrier for the induction of an antigen-specific CD8+ T-cell response. Sci Rep. 7(1):9630. doi:10.1038/s41598-017-08787-0.[8]

- Mirco Glitscher et al: Targeting Cholesterol Metabolism as Efficient Antiviral Strategy Against the Hepatitis E Virus. Cell Mol Gastroenterol Hepatol. 15:S2352-345X(21)00035-7. doi:10.1016/j.jcmgh.2021.02.002[9]

- Sascha Hein:  Analysis of BNT162b2- and CVnCoV-elicited sera and of convalescent sera toward SARS-CoV-2 viruses. Allergy. 77(7):2080-2089. doi:10.1111/all.15189